# Resultados do Carnaval de Guaratinguetá
Esta é uma lista sobre resultados do Carnaval de Guaratinguetá.

## 2008
| Primeiro Grupo (OESG) | Primeiro Grupo (OESG)         | Primeiro Grupo (OESG) | Primeiro Grupo (OESG) |
| Colocação             | Escola                        | Pontos                | Ref.                  |
| --------------------- | ----------------------------- | --------------------- | --------------------- |
| 1º                    | Embaixada do Morro            | 267,5                 | [ 1 ]                 |
| 2º                    | Acadêmicos do Campo do Galvão | 267,3                 | [ 1 ]                 |
| 3º                    | Beira-Rio da Nova Guará       | 260,8                 | [ 1 ]                 |
| 4º                    | Bonecos Cobiçados             | 260,7                 | [ 1 ]                 |
| 5º                    | Unidos da Tamandaré           | 259,4                 | [ 1 ]                 |
| 6º                    | Mocidade Alegre do Pedregulho | 247                   | [ 1 ]                 |
| Segundo Grupo (LESAG) |                               |                       |                       |
| Colocação             | Escola                        | Pontos                | Ref.                  |
| 1º                    | Unidos da Pires Barbosa       | 87,5                  | [ 1 ]                 |
| 2º                    | Unidos do São Dimas           | 83                    | [ 1 ]                 |
| 3º                    | Unidos da Climério Galvão     | 82,5                  | [ 1 ]                 |
| 4º                    | Unidos da Verde e Rosa        | 78,5                  | [ 1 ]                 |
| 5º                    | Unidos do Parque              | 48                    | [ 1 ]                 |

## 2009
| Colocação | Escola                        | Pontos | Ref.  |
| --------- | ----------------------------- | ------ | ----- |
| 1º        | Embaixada do Morro            | 267,3  | [ 2 ] |
| 2º        | Acadêmicos do Campo do Galvão | 265,3  | [ 2 ] |
| 3º        | Bonecos Cobiçados             | 264,8  | [ 2 ] |
| 4º        | Unidos da Tamandaré           | 263,1  | [ 2 ] |
| 5º        | Beira-Rio da Nova Guará       | 261,2  | [ 2 ] |

## 2010
- Não ocorreu desfile.[3]

## 2011
| Colocação | Escola                        | Pontos | Ref.  |
| --------- | ----------------------------- | ------ | ----- |
| 1º        | Acadêmicos do Campo do Galvão | 269,6  | [ 4 ] |
| 1º        | Embaixada do Morro            | 269,6  | [ 4 ] |
| 2º        | Bonecos Cobiçados             | 264,8  | [ 4 ] |
| 3º        | Unidos da Tamandaré           | 262,5  | [ 4 ] |
| 4º        | Beira-Rio da Nova Guará       | 261,4  | [ 4 ] |
| 5º        | Mocidade Alegre do Pedregulho | 252,7  | [ 4 ] |

| Estandarte de Ouro           | Estandarte de Ouro            | Estandarte de Ouro | Estandarte de Ouro |
| Quesito                      | Vencedora                     | Ref.               |                    |
| ---------------------------- | ----------------------------- | ------------------ | ------------------ |
| Alegoria e Adereços          | Embaixada do Morro            | [ 4 ]              |                    |
| Fantasia                     | Acadêmicos do Campo do Galvão | [ 4 ]              |                    |
| Samba enredo                 | Embaixada do Morro            | [ 4 ]              |                    |
| Bateria                      | Embaixada do Morro            | [ 4 ]              |                    |
| Evolução                     | Acadêmicos do Campo do Galvão | [ 4 ]              |                    |
| Comissão de frente           | Bonecos Cobiçados             | [ 4 ]              |                    |
| Mestre Sala e Porta Bandeira | Beira-Rio da Nova Guará       | [ 4 ]              |                    |
| Harmonia                     | Embaixada do Morro            | [ 4 ]              |                    |
| Enredo                       | Acadêmicos do Campo do Galvão | [ 4 ]              |                    |

## 2012
| Colocação | Escola                        | Pontos | Ref.  |
| --------- | ----------------------------- | ------ | ----- |
| 1º        | Unidos da Tamandaré           | 269,4  | [ 5 ] |
| 2º        | Embaixada do Morro            | 268,8  | [ 5 ] |
| 3º        | Acadêmicos do Campo do Galvão | 268,6  | [ 5 ] |
| 4º        | Bonecos Cobiçados             | 267    | [ 5 ] |
| 5º        | Beira-Rio da Nova Guará       | 254,2  | [ 5 ] |
| 6º        | Mocidade Alegre do Pedregulho | 253,7  | [ 5 ] |

## 2014
| Colocação | Escola                        | Pontos | Ref.  |
| --------- | ----------------------------- | ------ | ----- |
| 1º        | Unidos da Tamandaré           | 298,9  | [ 6 ] |
| 2º        | Embaixada do Morro            | 298,1  | [ 6 ] |
| 3º        | Acadêmicos do Campo do Galvão | 295,6  | [ 6 ] |
| 4º        | Bonecos Cobiçados             | *      | [ 6 ] |
| 5º        | Beira-Rio da Nova Guará       | *      | [ 6 ] |
| 6º        | Mocidade Alegre do Pedregulho | *      | [ 6 ] |

## 2015
Não houve desfiles.

## 2020
| Colocação | Escola                        | Pontos | Ref.  |
| --------- | ----------------------------- | ------ | ----- |
| 1º        | Mocidade Alegre do Pedregulho | 357    | [ 8 ] |
| 2º        | Embaixada do Morro            | 354.9  | [ 8 ] |
| 3º        | Unidos da Tamandaré           | 354.6  | [ 8 ] |
| 4º        | Acadêmicos do Campo do Galvão | 353.8  | [ 8 ] |
| 5º        | Bonecos Cobiçados             | 352.3  | [ 8 ] |